# Agrotis eumetabola
Agrotis eumetabola är en fjärilsart som beskrevs av De Lajonquiére 1969. Agrotis eumetabola ingår i släktet Agrotis och familjen nattflyn. Inga underarter finns listade i Catalogue of Life.